# The Falling Stones
The Falling Stones waren een Surinaamse blues-, soul- en rockgroep. Ze trad op van 1966 tot 1972 en kwam sinds 1992 opnieuw bij elkaar voor reünieoptredens.

## Achtergrond
The Falling Stones begonnen in 1966 als drumbandje en bestond uit jongens van zeventien jaar die elkaar van de Boy Scouts (padvinders) kenden. Henry Cumberbatch was de eerste leadzanger en stond bekend om zijn dansbewegingen die veel weg hadden van James Brown. Soms bewoog hij zich zo wild dat hij dreigde zijn evenwicht te verliezen en van het podium te vallen. Benny Gelenbrecht was de bedenker van de naam The Falling Stones, die door een onderlinge stemming werd vastgesteld.
Naast James Brown werd de groep geïnspireerd door onder meer Jimi Hendrix en The Rolling Stones. Hun muziek was Engelstalig en valt in te delen binnen de blues, soul en rock. Muziekinstrumenten stemden overeen met andere bands uit deze genres, inclusief Hammondorgel en koperblazers. Hiermee onderscheidden ze zich van Surinaamse artiesten die zich richtten op kaseko en kawina.
Een belangrijke stimulator was deejay Henk van Vliet, die hun muziek vaak draaide en mede zorgde voor hun landelijke doorbraak. The Falling Stones traden op in Paramaribo en arbeidersoorden met een bloeiend uitgaansleven, zoals Billiton, Onverwacht en Nieuw-Nickerie. Daarnaast traden ze op in het buitenland, waaronder in Nederland, New York, Guyana en Trinidad. Op het laatste eiland namen ze als een van de eerste Surinaamse artiesten een plaat buiten Suriname op. Voor de opnames van de elpee hadden ze een uur de tijd.
De grootste hits van de groep waren Denver, Don't hang me high, Love is like a season of the year, Never find me a gril en Think about the time. Roy Mac Donald, de componist van hun lied Don't hang me high, werd zo'n vijftig jaar later winnaar van SuriPop (2018).
De band viel in 1972 uit elkaar toen de leden stuk voor stuk naar Nederland vertrokken en hun eigen weg gingen. Sinds 1992 is de groep geregeld bij elkaar gekomen voor reünieoptredens in Nederland. Ook daarna bleven leden afzonderlijk van elkaar actief in de muziekwereld, zoals Henry Cumberbatch en Louis Windzak. In 2018 was Windzak een van de deelnemers van de Nederlandse versie van The Voice Senior.

## Bezetting
De eerste samenstelling van The Falling Stones bestond in 1966, met hun optreden in het tv-programma "Toppers voor Tieners", uit de jeugdige jongens Glenn Pocorni, Ernie Anches, Guillaume Bracelly, Edgar Darnoud, Benny Gelenbrecht en Paul Macnack.
De groep bestond door de jaren heen uit onder meer Henry Cumberbatch, Benny Alwart, Alexander van Axeldongen, Bert Damwijk, Walter Muringen en Harto Somohardjo.
In de nadagen van 1972 kende de band de volgende bezetting:
- Louis Windzak (zang)
- Erwin Bouterse (zang)
- Etto Sedney (zang)
- Glenn Pocorni (bas)
- Ernie Anches (gitaar)
- Guillaume Bracelly (drums)